# 1362
Évszázadok: 13. század – 14. század – 15. század
Évtizedek: 1310-es évek – 1320-as évek – 1330-as évek – 1340-es évek – 1350-es évek – 1360-as évek – 1370-es évek – 1380-as évek – 1390-es évek – 1400-as évek – 1410-es évek
Évek: 1357 – 1358 – 1359 – 1360 –  1361 – 1362 – 1363 – 1364 – 1365 – 1366 – 1367

## Események

### Határozott dátumú események
- január 16.-án az Északi-tengeren egy különösen nagy vihardagály, a Szent Marcell napi áradás során több mint 25 ezren meghaltak Nyugat-Európa partvidékén
- július 22. – Anjou Lajos durazzói herceg, I. Lajos magyar király dél-itáliai szövetségese I. Johanna nápolyi királynő börtönében – valószínűleg mérgezés következtében – meghal. (Lajos V. Orbán pápa kérésére Budára hozza és saját udvarában nevelteti a meggyilkolt herceg fiát, másodfokú unokatestvérét, Durazzói Károlyt.)[1]
- szeptember 28. – Pápává választják V. Orbánt.[2]

### Határozatlan dátumú események
- az év folyamán –
  - I. Lajos magyar király legyőzi és elfogja Iván Szracimir vidini bolgár cárt, ezzel meghódítja Észak-Bulgáriát és kiterjeszti ellenőrzését a Balkánra.
  - A török elfoglalja Filippopoliszt (mai nevén Plovdiv, Bulgária.).
  - IV. Valdemár dán király legyőzi a Hanza-városok seregét Helsingborgnál.
  - Háború tör ki IV. Károly német-római császár és I. Lajos magyar király között, de nagyobb csatára nem kerül sor.
  - Az Oszmán Birodalom meghódítja Drinápolyt, mely 1453-ig fővárosa lesz.
  - III. Eduárd angol király Aquitánia hercegévé koronázza fiát, a Fekete Herceget. (Az elkövetkező tíz éven át élt itt a herceg és személyesen igazgatta az angol uradalmat.)[3]

## Halálozások
- július 22. – Anjou Lajos durazzói herceg (* 1324)
- szeptember 12. – VI. Ince pápa[4]
- december 21. – III. Konstantin örmény király (* 1313)